# Рестинола (Беневенто)
Рестинола је насеље у Италији у округу Беневенто, региону Кампанија.
Према процени из 2011. у насељу је живело 67 становника. Насеље се налази на надморској висини од 91 м.